# Strade Nuove
El Strade Nuove es el centro histórico de la ciudad italiana de Génova. El grueso de calles y palacios que conforman el Rolli de Génova se edificó entre el siglo XVI y principios del siglo XVII coincidiendo con el esplendor de la República de Génova.
El sistema representa el primer ejemplo europeo de desarrollo urbano proyectado para organizar y crear diferentes centros públicos en residencias privadas. Las Strade Nuove (calles nuevas) se llenaron de palacios creados por las familias nobles de la ciudad que servía para las recepciones de estado o de residencias a los invitados extranjeros.
- Datos: Q204812
- Multimedia: Strade Nuove / Q204812